# 吳沙
吳沙（1731年9月14日—1799年1月14日），清福建省漳州府漳浦縣人，乾隆三十八年（1773年）渡海來台，乾隆五十二年（1787年）率眾入侵蛤仔難開墾，嘉慶三年十二月初九日（1799年1月14日）病逝。帶領漳、泉、粵三籍移民墾殖了蘭陽平原蘭陽溪以北區域，是漢人成功進入蘭陽平原之先驅者，在漢族移民間有「開蘭第一人」之稱譽。

## 簡介
雍正九年八月十四日（1731年9月14日）午時，吳沙出生於福建省漳州府漳浦縣。
乾隆三十三年（1768年），漳州人林漢生率眾進入宜蘭平原開墾，侵略原住民領土，因此旋遭臺灣原住民出草抵禦，拓墾失敗。
乾隆三十八年（1773年），吳沙渡海來台，於淡水上岸， 後移居三貂，與平埔族等原住民族社從事貿易活動。
乾隆四十一年（1776年），林元旻由烏石港北邊的河流上溯，成功入墾淇武蘭〈今日礁溪鄉〉，為漢人入墾蘭陽平原最早者。
乾隆四十八年（1783年），以吳春郁名義合法取得三貂嶺立丹庄(今貢寮)土地墾証 （页面存档备份，存于），招募墾民。
乾隆五十二年（1787年），吳沙自組拓墾墾號，帶領200移民進入蛤仔難，往宜蘭平原開發。在原住民傳統狩獵的地方進行試探性開墾，彼此相安無事，是為宜蘭拓墾之始。當時臺灣東部尚未設立地方政府，因此尚未納於大清版圖。迨至嘉慶十七年（1812年）始置噶瑪蘭廳。
乾隆五十三年（1788年），吳沙協助官方平定林爽文之亂，堵賊有功，進而受封為「武信郎」。
嘉慶元年（1796年），吳沙率領鄉勇、遊民、通譯等千餘人攻佔烏石港，遭到原住民反擊抵禦，死傷慘重，連吳沙之弟吳立亦陣亡，吳沙於是率眾退回三貂角。
嘉慶二年（1797年），宜蘭原住民流行天花，病死甚眾。吳沙諳漢方，乃主動醫治原住民，終得原住民信任，入蘭開墾，吳沙率眾人乘機入侵宜蘭頭城地區，文武兼用，以漳州移民為主力，配上泉州人和客家族群，以十數人為一結、集合數十結人群為一圍等形式，陸續開發頭圍、二圍、三圍地區，最終佔領宜蘭。宜蘭縣志記載：「惟當時吳(沙)使用火器甚猛，平埔族終於不敵潰走，撤至西勢之哆囉美遠、珍仔滿力、辛仔罕三社為後圖，吳乘勢侵入，沿途無敵，遂入頭圍。」
當時蘭陽地區尚未劃入清朝版圖，吳沙擔心私墾獲罪，於嘉慶二年親自到淡水廳請求官府允許開墾蛤仔難，淡水同知何茹連答應吳沙的請求，官府封吳沙「吳春郁義首」戳，一切頗聽其便。
嘉慶三年十二月初九日（1799年1月14日）丑時，吳沙病逝，安葬在新北市貢寮區澳底，也就是在福隆海水浴場北三里之海濱。吳沙夫人繼承丈夫遺志、帶領吳光裔、吳化三人繼續共同領導開發，至五圍（今宜蘭市北邊）。
咸豐八年（1858年）頭圍縣丞王兆鴻為感念吳沙開蘭之功，特立「昭績碑（页面存档备份，存于）」於烏石港前，以為紀念。

## 妻妾
- 妻莊梳娘（1751年12月9日－1809年1月15日），字勤慈，乾隆十六年（1751年）農曆十月廿二日生，與吳沙同鄉，出身地方望族。在開墾宜蘭時，據說她曾協助醫治染上天花的平埔族三十六社，事後這些平埔族人感念其恩惠，便提供土地，使得開墾進度增加了二圍、三圍。吳沙去世後，她繼承丈夫遺志繼續開墾出了四圍、五圍[11]。嘉慶十三年（1808年）農曆十一月卅日去世，即西曆隔年1月15日。

## 後代

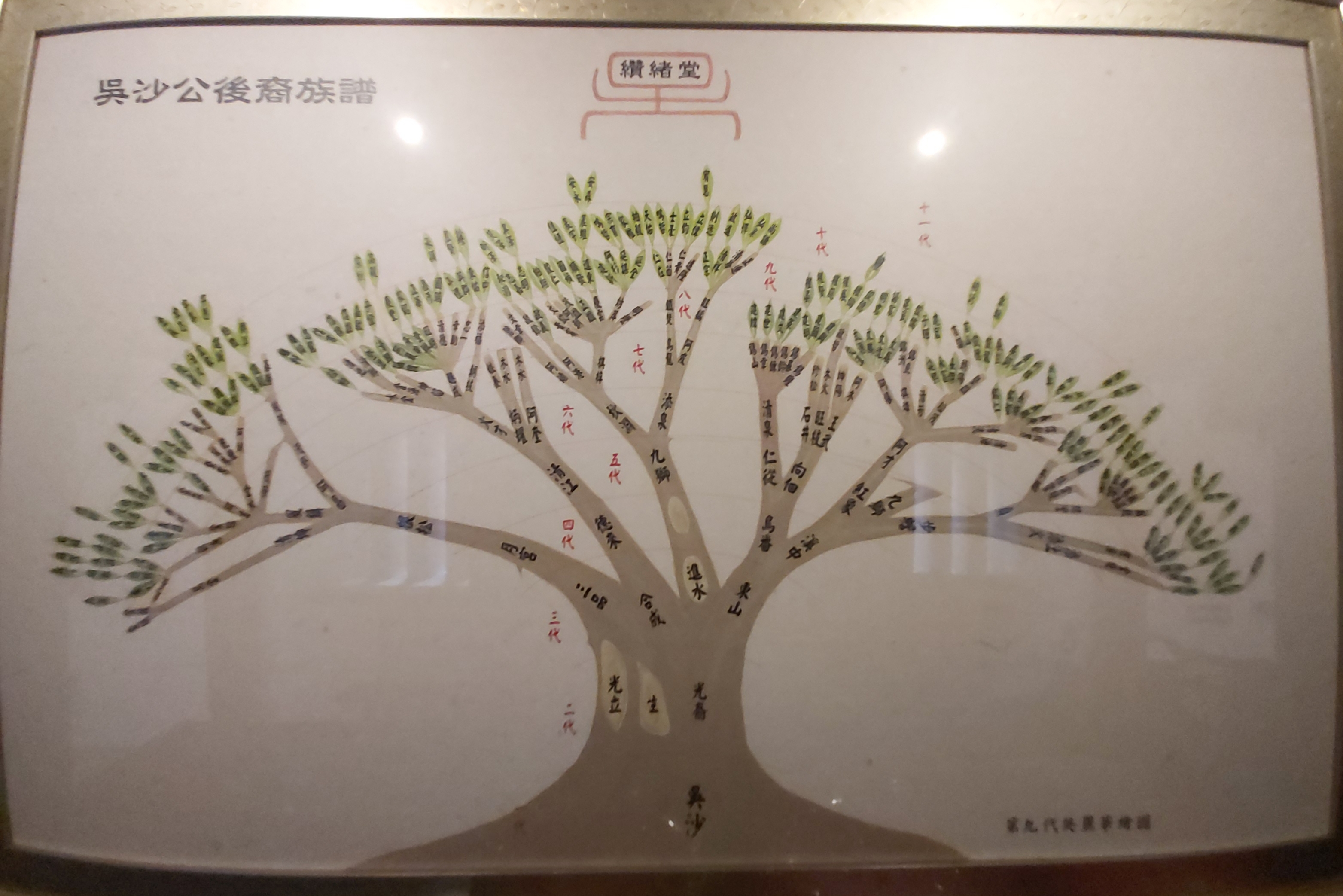
纘緒堂吳氏族譜

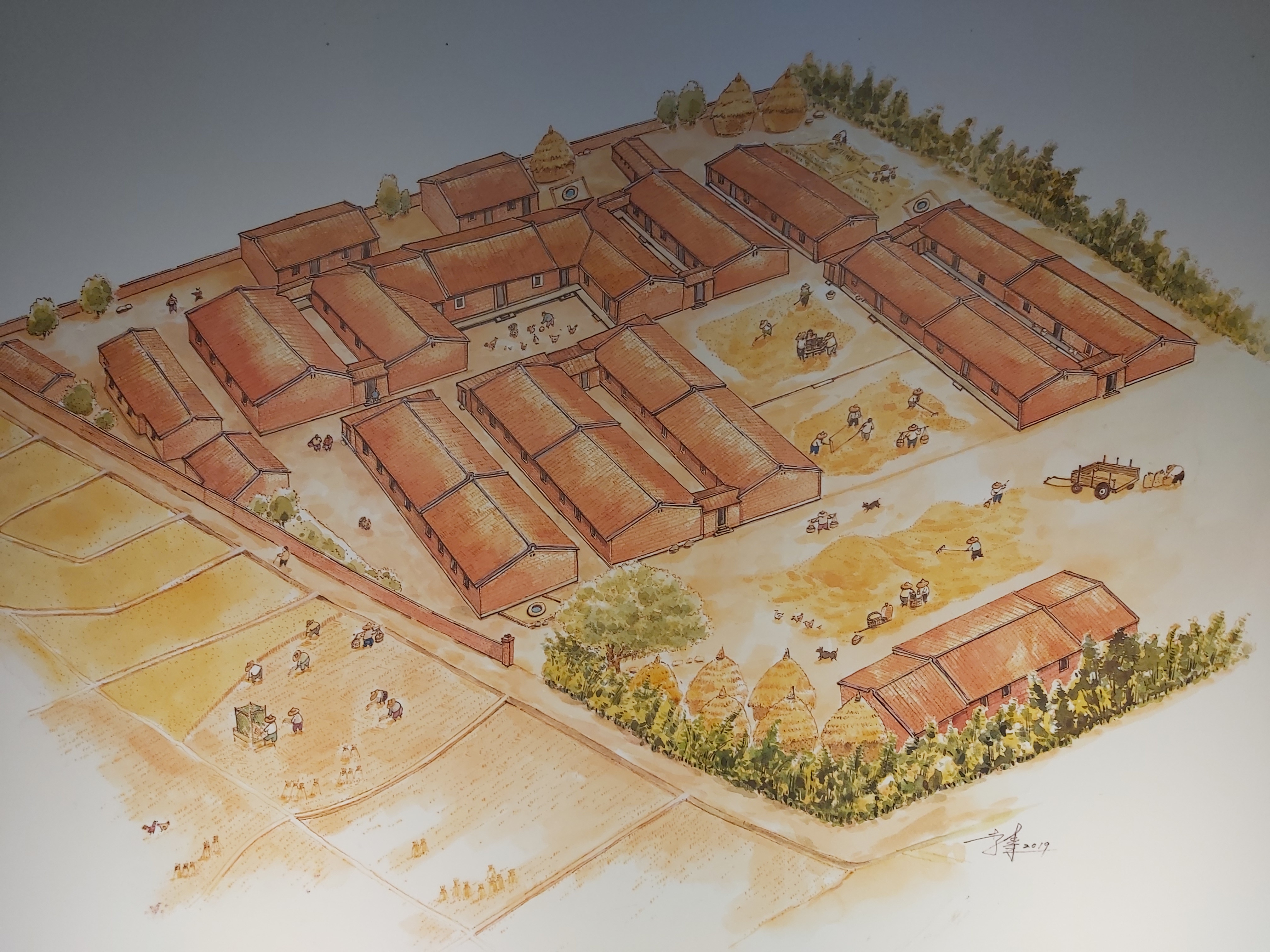
吳沙家族聚落

- 長子吳光裔，乾隆三十六年（1771年）農曆11月16日出生於漳州，隔年弟吳生出生。乾隆三十八年（1773年）父吳沙舉家赴台，定居於三貂丹裡內寮。乾隆四十五年（1780年），幼弟吳光立出生。嘉慶四年（1799年），漢番講和，吳沙夫人、吳光裔、吳化繼續共同領導開發。吳光裔以蘇長發之名呈請發給開墾許可，淡水同知李銘心認為時機未到覆文不准開墾。嘉慶六年（1801年），吳光裔會同趙隆盛、柯有成、何繢申請立為業戶（页面存档备份，存于）被駁回。嘉慶七年（1802年），完成五圍（即今宜蘭市）開拓後，即返回四圍落腳建立家業。嘉慶十一年（1806年），海寇蔡牽欲自烏石港登陸佔地，吳光裔率溪北頭人及溪南番人等，自陸地圍堵，協助官兵水陸夾攻，成功阻止海寇進犯。嘉慶十二年（1807年），海盜朱濆欲進犯蘇澳，臺灣知府楊廷理親赴蛤仔難，並札諭溪北董事吳光裔、吳化、柯有成、何繢等人引導官兵水陸夾攻，朱濆不支敗去。嘉慶十五年（1810年）11月9日，弟吳光立病逝，無傳生。嘉慶十六年（1811年），吳光裔招夥建造金新安圳，開圳撫民。嘉慶十九年（1814年），吳光裔揭發劉碧玉偽造文書弊案。嘉慶二十年（1815年），揭發劉碧玉弊案後搭船前往京師，自此杳無蹤跡。此時吳光裔45歲，同年農曆6月26日病逝，遺有正室黃曲、側室劉市、23歲的長子吳東山、19歲的次子吳進水以及三子吳合成、四子吳三品。

- 長孫吳東山育有吳溪忠、吳烏番二子，吳溪忠有子吳步蟾、吳九獅、吳紅象三人，其中吳九獅過房予無傳生的叔公吳進水；吳烏番有吳向佃、吳仁從兩子。吳沙第三孫吳合成生子吳德來，有子吳清江。吳沙幼孫吳三品過房予三叔吳光立，生子吳月宮，有子吳根松。第五代孫吳步蟾有添土、添火、阿貞三子，添土派下子孫世居於家族聚落西南方、公廳北側；阿貞派下子孫則世居於公廳西北側。吳九獅有添泉、秋淵二子，秋淵有兩名子嗣的後裔分別世居於公廳的西側和西南側。吳紅象有一子阿才，吳向佃有三武、旺枝、石井三子，阿才派下子孫世居於家族聚落入口西側。吳仁從有螟蛉子吳清泉，吳清江有子阿奎、炳耀、火才，吳火才的派下子孫世居於聚落東北方，分別居住於大稻埕道路東側、東側東北、聚落入口東側北、東側東及東側南。吳根松有子阿昌、風鎮、清坤，派下世居於聚落西北方，其中阿昌的曾孫一族居住在稻埕北側中；風鎮的三位孫子分別居住在稻埕北側西；清坤的孫子居住在稻埕北側西南。[12]

## 紀念
- 在宜蘭縣礁溪鄉「圓山公園」內曾設有吳沙紀念館一座，公園翻修後拆除舊館但新館因經費問題尚未建立。

- 宜蘭吳沙文化基金會（页面存档备份，存于）：成立於2013年，以《 傳承吳沙歷史與文化 》、《 致力推廣文化藝術 》、《 發展蘭陽人文及觀光 》、《 推廣樂活農夫新體驗 》、《 重拾手作生活樂趣 》為成立主旨。

- 吳沙故居：位於宜蘭縣礁溪鄉吳沙村北門巷39號，為一棟三合院，於正廳內供奉吳沙畫像，兩旁並有對聯「真成拓土無雙士，正是開蘭第一人」。 吳沙聚落初建周圍種滿竹圍，內建造和院民居，日治時期殃遭日人搜索緝討，其故居的正身及公廳在當時被燒毀，只留下左右護龍；民國10年左右吳沙後代在原址右方重建一間公厝做為公廳使用，目前有典藏品展出並開放參觀。民國103年，正式登錄為歷史建築（页面存档备份，存于）。由吳光裔公祭祀公業負責管理。2022（民87）年明間、左右小港間全面抽換屋頂之桁木、屋面、重作屋頂；明間神龕屏、左右隔間木構件更換鐵木及重新油漆；地面鋪水泥砂漿、內牆面重新粉刷、正廳及護龍正立面外牆台度重貼石材裝修、牆面斗仔砌磚整修等。

- 澤蘭宮（页面存档备份，存于）：礁溪吳沙澤蘭宮主祀天上聖母，是礁溪鄉吳沙社區的重要信仰中心。清乾隆三十年(西元1787年)開蘭先賢吳沙公來台開墾即隨行供奉一尊媽祖，是宜蘭第一尊天上聖母，有開蘭聖母尊稱。

- 頭城鎮頭城開成寺奉有吳沙牌位，吳沙墓則位於新北市貢寮區仁里村澳底。

- 吳沙夫人墓亦在吳沙村內，村中有一所「吳沙國民中學」（页面存档备份，存于），以彰顯吳沙開發宜蘭平原之功績。

- 1986年台灣省電影製片公司拍攝描述吳沙事蹟的電影《唐山過台灣 （页面存档备份，存于）（页面存档备份，存于）》，由李行執導，柯俊雄、陳麗麗主演

## 爭議
早在吳沙帶著漢人開墾宜蘭平原之前，噶瑪蘭人農耕範圍已遍及各地，吳沙所率領的「羅漢腳仔」只能找較為偏僻的地方墾拓。故漢人以許多手法，侵占噶瑪蘭族的土地。例如將死貓、死狗丟入噶瑪蘭族的田地，使噶瑪蘭族因覺得不吉利而放棄田地。或是暗夜推移田埂，使噶瑪蘭人的田地縮減。漢人種種欺壓行為，終於迫使噶瑪蘭族往花蓮與台東遷移。